# Perrotin (cràter marcià)
Perrotin és un cràter al nord del quadrangle Coprates de Mart, situat a 2,82° S de latitud i 77,94° O de longitud. Té un diàmetre de 82,82 km i va rebre el nom de Henri A. Perrotin, un astrònom francès que va estudiar línies fosques al planeta. El seu nom es va aprovar el 1988.
El cràter està envoltat principalment de canons (chasmas), inclosos els canyons menors de Valles Marineris, Tithonium Chasma al sud-oest, Candor Chasma al sud-est i Ophir Chasma més a l'est. Altres chasma (canyons) són al nord, Hebes Chasma i Echus Chasma. Al sud del cràter hi ha Tithoniae Catenae, i a l'oest hi ha unes petites escarpes conegudes com a Tithoniae Fossae. És l'únic cràter destacat al nord-oest del quadrangle Coprates que cobreix tota una part. El cràter vist en imatges per primera vegada per Mariner 9 el 1972.

## Ubicació

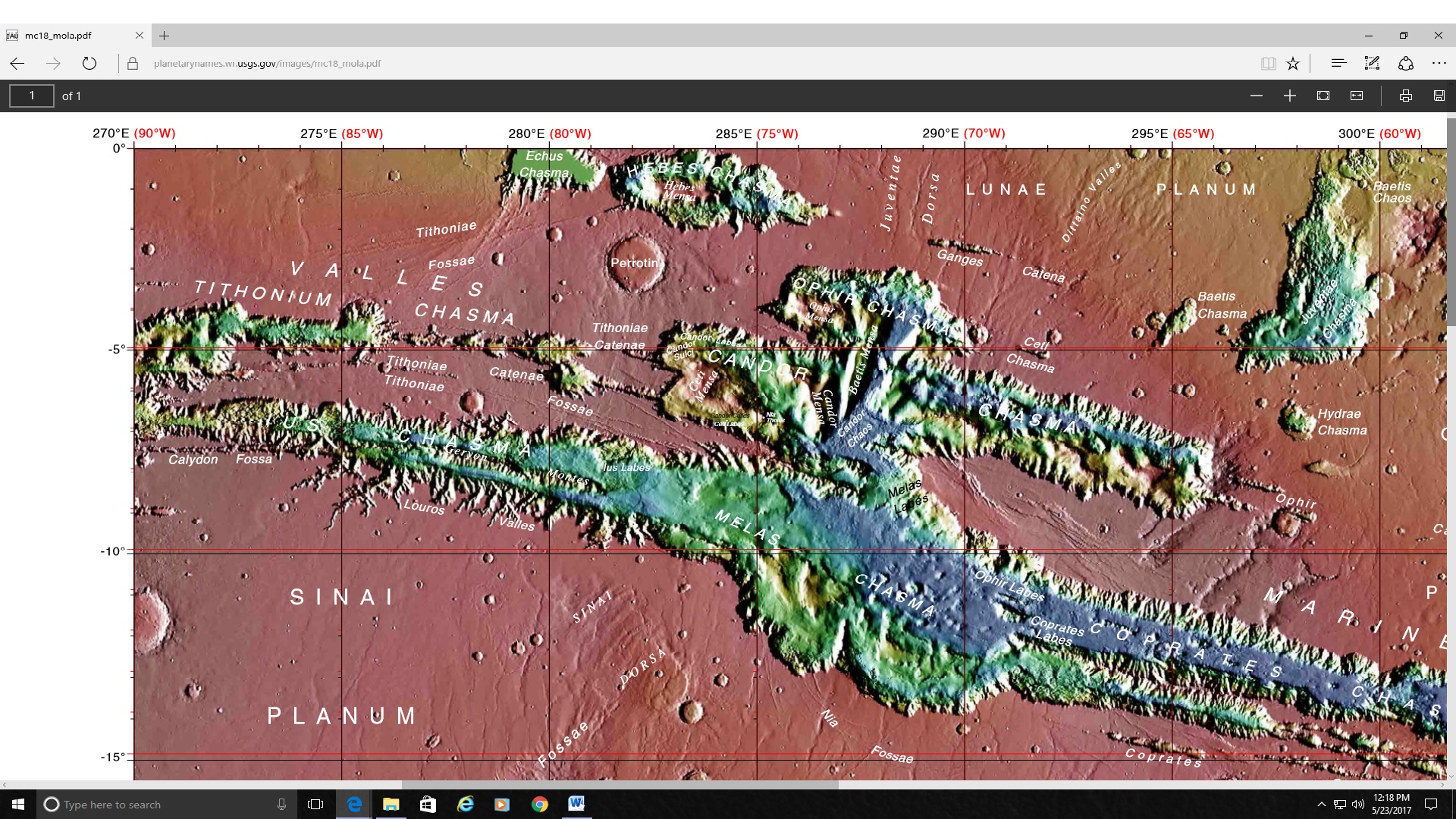
El nord-oest del quadrangle Coprates, Perrotin és en el superior deixat del mapa de quadrangle (el seu va anomenar les característiques eren tan de gener 2013)